# Bob Bingham
Bob Bingham   (Seattle, 29 d'octubre de 1946 - comtat de Putnam, 8 de febrer de 2025) va ser un actor i cantant estatunidenc. És conegut pel paper de Caifàs a l'òpera rock d'Andrew Lloyd Webber i Tim Rice Jesus Christ Superstar.
Bingham interpretà el paper de Caifàs a la producció original de Broadway, que es desenvolupà entre el 1971 i el 1973. Juntament amb Barry Dennen (Ponç Pilat) i Yvonne Elliman (Maria Magdalena), Bingham representà el seu paper de Broadway a la pel·lícula del 1973. El 1993 va aparèixer a la pel·lícula The Nostril Picker.